# David Diop
David Diop (Párizs, 1966. február 24.) kortárs francia író.

## Életpályája
Párizsban született, francia anya és szenegáli apa fia.
Ifjúságának egy részét Szenegálban töltötte. A középiskola elvégzése után visszatért Franciaországba, további tanulmányait Toulouse-ban, majd Párizsban végezte és a Sorbonne-on 1997-ben szerzett oklevelet. 1998-ban kinevezték a 18. századi irodalom oktatójának Pau város egyetemére, ahol francia nyelvű afrikai irodalmat is tanít, 2014-ig mint egyetemi előadó, 2014-től docens (franciául: Maître de conférences HDR).

## Művei
A 2010-es években két regénye jelent meg:
- 2012: 1889, l'attraction universelle
- 2018: Frère d'âme (Bajtársak)

Az utóbbi regény több irodalmi díjban részesült. Angol fordítása, az At Night All Blood is Black [Éjszaka minden vér fekete] (fordító Anna Moschovakis) 2021-ben a Nemzetközi Booker-díjat is elnyerte.
Ádám Péter író, műfordító szerint a regény tiszteletadás is azoknak a szenegáli lövészeknek, akik az első világháborúban a franciák oldalán harcoltak. A szerző „úgy gyúrja, hajlítja a franciát, hogy egyben a Szenegálban legelterjedtebb volof nyelv ritmusát, zenei hangzását és költői varázsát is visszaadja.”